# Langon, Loir-et-Cher

Langon este o comună în departamentul Loir-et-Cher, Franța. În 1 ianuarie 2022 avea o populație de 826 de locuitori.